# Зуев, Сергей Владимирович
Сергей Владимирович Зуев (род. 9 октября 1955, Москва) — советский и российский футбольный арбитр, ныне — инспектор ФИФА (с 2004 года).
Родился в семье ветерана ВОВ, футбольного судьи Владимира Ивановича Зуева (род. 1925).
Играл за команды Москвы на позиции левого полузащитника.
Арбитр с 1975 года. В судейство пошёл по совету отца. В 1977 году был принят в Московскую коллегию арбитров.
Закончил в 1978 году Московский инженерно-физический институт (с 2009 года — Национальный исследовательский ядерный университет «МИФИ»).
Работал в РИА Новости.
Обслуживал матчи профессиональных клубов с 1982 по 2003 годы. В Высшей лиге российского футбола провёл 87 игр.
Возглавлял КФА РФ. Работал судейским наблюдателем на финале Кубка УЕФА 2008/2009